# Осетрові
Осетрові (Acipenseridae) — родина хрящових ганоїдів, що охоплює 27 представників з 4 родів. Осетрові виокремилися в Тріасі 245—208 мільйонів років тому. До складу родини осетрових входять представники чотирьох родів: Acipenser, Huso, Scaphirhynchus та Pseudoscaphirhynchus. Чотири види осетрових наразі вважаються вимерлими. Два споріднених види, Polyodon spathula (веслоніс американський) and Psephurus gladius (веслоніс китайський, можливо, вимерлий) належать до того ж ряду Осетроподібних (Acipenseriformes), проте відносяться до родини Веслоносових (Polyodontidae) та не вважаються «справжніми» осетровими. Осетрові, як і веслоносові, є відносно «реліктовими» видами риб, адже за своїми морфологічними ознаками майже не відрізняються від своїх перших викопних пращурів. Природний ареал осетрових — річки, озера та прибережні морські ділянки субтропічного, помірного та субарктичного кліматів виключно Північної півкулі (в Євразії та Північній Америці).
Осетрові — довгоживучі риби, що пізно досягають статевої зрілості. Характерними ознаками осетрових є гетероцеркальний хвостовий плавець, схожий на такий у акул, та видовжене веретеноподібне тіло, на якому замість луски розташовані 5 поздовжніх латеральних рядів кісткових пластин — щитків. Окремі види осетрових можуть досягати значного розміру, тоді як більшість видів сягає 2-3,5 метрів у довжину. Більшість осетрових є анадромними рибами з придонним типом живлення, що здійснюють нерестову міграцію вверх за течією, але проводять більшу частину життєвого циклу на годівлі в дельтах річок та естуаріях. Деякі види є виключно прісноводними, тоді як інші в першу чергу є мешканцями прибережних ділянок морів і можуть виходити у відкритий океан.  
Ікра осетрових (т.з. чорна ікра) — делікатес, один з найдорожчих продуктів, які отримуються з видів дикої природи. Наразі осетрові риби зазнають суттєвого негативного впливу через надмірний вилов та інші фактори, такі як забруднення та фрагментація середовищ існування. Згідно даних МСОП, 85 % видів осетрових знаходяться на межі зникнення, що робить їх найвразливішою групою видів живого.

## Еволюція
Найдавніші викопні знахідки осетроподібних датуються 245—208 мільйонами років тому (кінець тріасового періоду), що робить їх одними з найдавніших променеперих риб. Справжні осетрові з'являються в палеонтологічному літописі з пізнього крейдового періоду. З тих часів осетрові зазнали вкрай незначних морфологічних змін. Таким чином, еволюція осетрових відбувається з надзвичайно низькою швидкістю, що дозволяє включати їх до переліку «живих викопних». Частково це обумовлюється довгим життєвим циклом, толерантністю до широких діапазонів температури та солоності, відсутністю хижаків через значні розміри і кісткову «броню», та достатністю придонної кормової бази. Не дивлячись на повільну еволюцію осетрових, вони не повністю нагадують своїх пращурів — хрящових риб. Тим не менш, до примітивних ознак осетрових належать гетероцеркальний хвостовий плавник, редукований ороговілий зовнішній покрив, кількість плавцевих променів більша, ніж підтримуючих кісткових елементів, а також унікальний щелеповий апарат.
Не дивлячись на наявний палеонтологічний літопис, повна класифікація та філогенія осетрових риб була складною для визначення, в тому числі через високу індивідуальну варіабельність, включаючи клінальну мінливість форми роструму, кількості кісткових пластинок та довжини тіла. Іншим ускладнюючим фактором є можливість утворення життєздатних та здатних до репродукції міжвидових гібридів, навіть між видами з різних родів. Тоді як променепері риби мають довгу еволюційну історію і представляють більшу частину сучасних видів риб, минулі адаптивні еволюційні радіації залишили по собі лише невелику кількість сучасних груп, таких як осетрові та панцирникові.

## Морфологічні характеристики

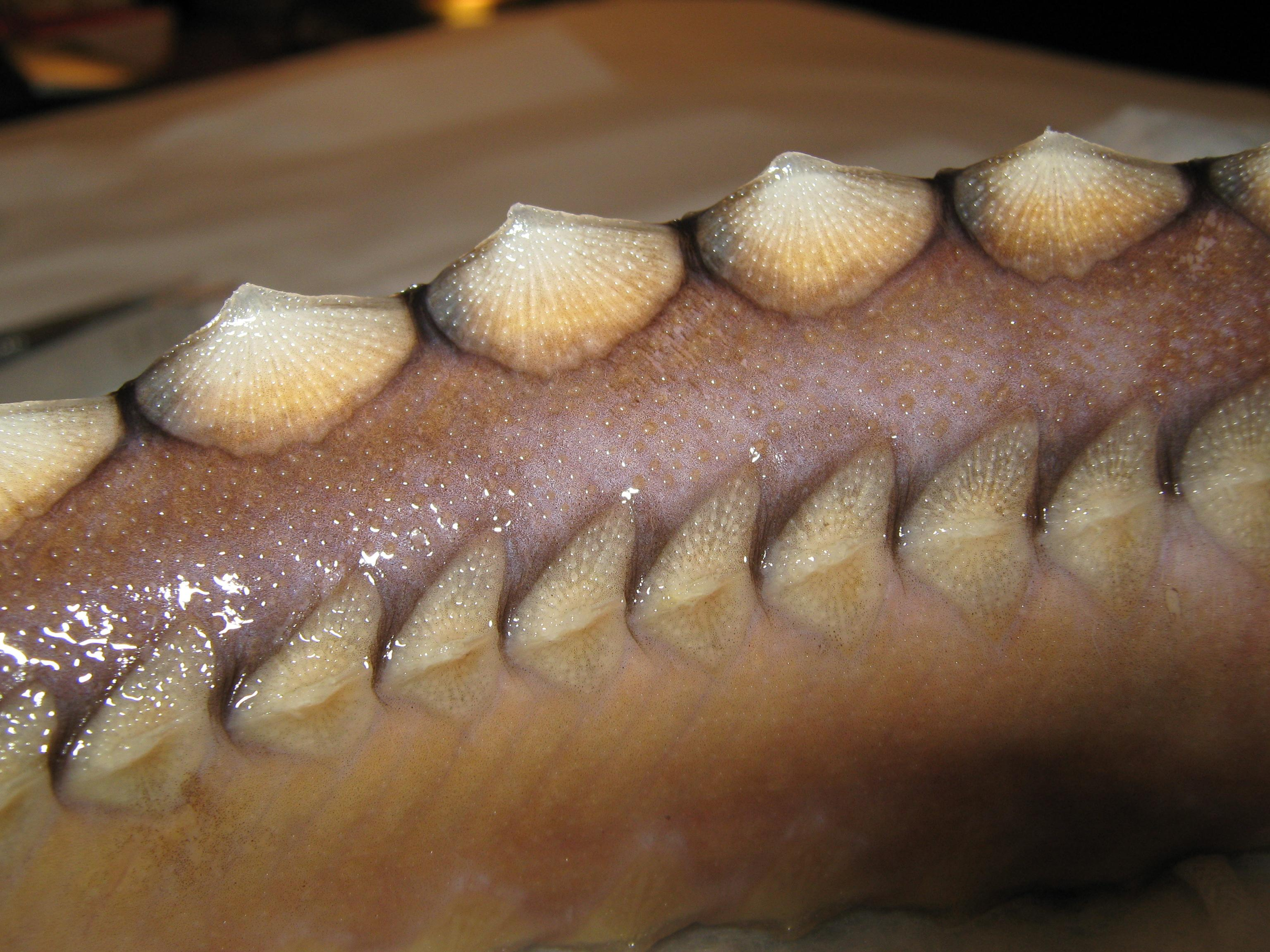
Кісткові пластини осетрових

Серед кісткових риб осетрових вирізняє ряд примітивних морфологічних ознак. Як і деякі інші представники підкласу хрящових ганоїдів риб, осетрові, що належать до кісткових риб, все ж мають майже повністю хрящовий скелет. Цікаво, що хрящовий скелет осетрових в даному випадку є не примітивною, а просунутою ознакою: скелет пращурів осетрових був кістковим. Вони також частково вкриті п'ятьма поздовжніми рядами ороговілих пластинок (т.з. «жучок») замість луски. Інша ознака осетрових — наявність чотирьох сенсорних органів (вусів) біля широкої беззубої ротової порожнини. За допомогою вусів осетрові обстежують дно оселищ. Характерними ознаками осетрових є видовжене тіло, сплощений рострум, легко впізнавані вуса та кісткові пластинки.
Осетрових, які є одними з найбільших видів риб, часто називають «левіафанами» через значні розміри: окремі білуги (Huso huso) в Каспійському морі досягають довжини 5,5 м та ваги близько 2000 кг, а калуги (H. dauricus) в річці Амур — такої ж довжини та ваги більше 1000 кг ваги. Осетрові є одними з найбільш довгоживучих риб, деякі з них доживають до 100 років та досягають статевої зрілості у віці 20 років та більше. У поєднанні з низькою плодючістю та повільним ростом, значний попит на самиць, що продукують ікру, робить осетрових надзвичайно вразливими до надмірного вилову.
Осетрові є поліплоїдними: деякі види мають чотири, вісім, або навіть 12 пар хромосом.

## Життєвий цикл

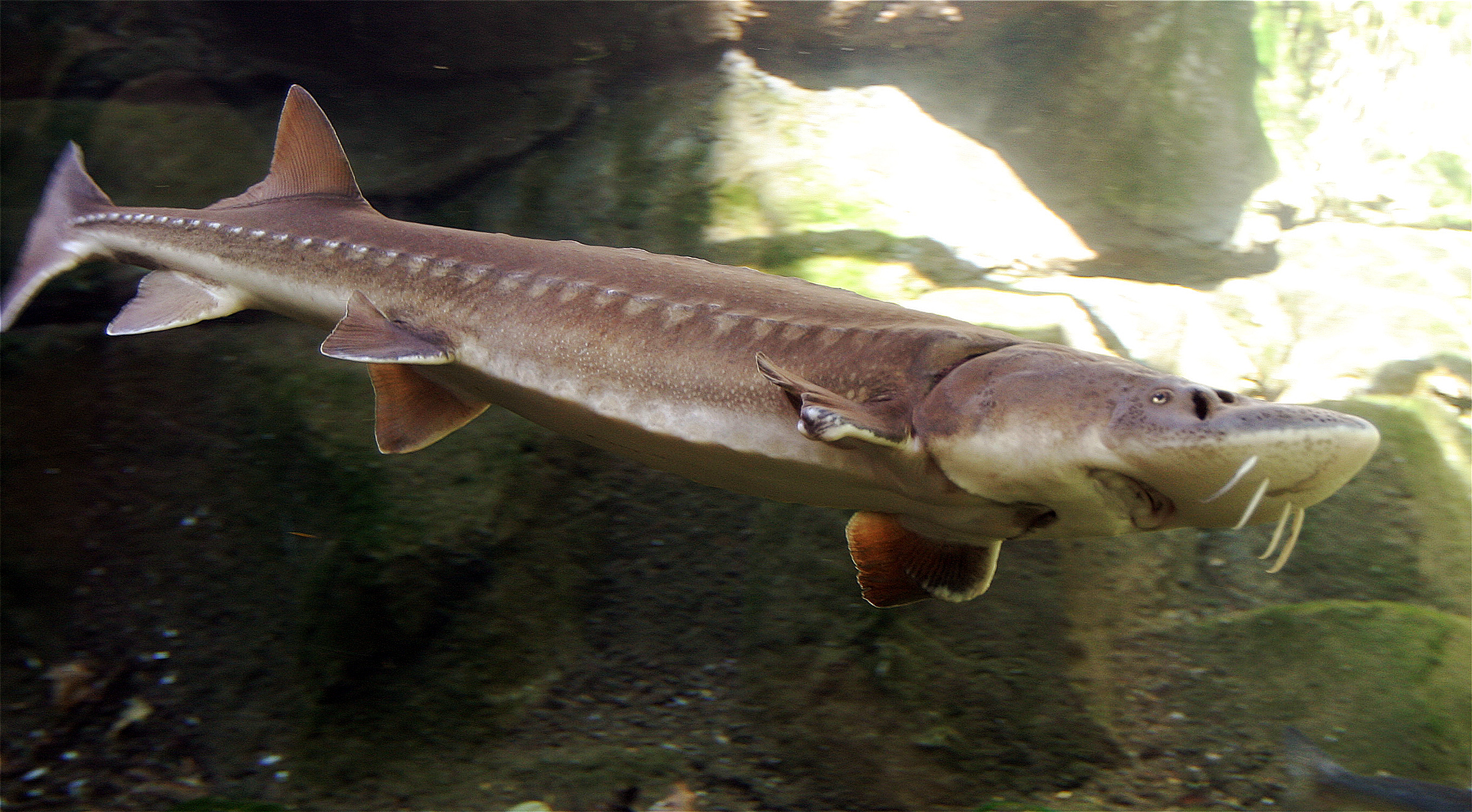
Осетер в зоопарку Орегон

Осетрові риби є довгожителями, що пізно досягають репродуктивного віку. В середньому, осетрові живуть від 50 до 60 років, а їхній перший нерест в природних умовах відбувається у віці від 7 до 20 років. Осетрові не нерестяться щорічно, адже потребують особливих нерестових умов. Такі умови можуть виконуватися або не виконуватися кожного року залежно від умов довкілля, таких як весняний фотоперіод, наявність чистої води з субстратом з мілкого каміння або гравію для того, щоб могли прикріпитися яйця, а також належна температура води та течія для забезпечення яєць киснем. Одна самиця відкладає від 100 000 до 3 мільйонів яєць, проте не всі вони запліднюються. Запліднені яйця становляться клейкими та приєднуються до донного субстрату. За 8-15 діб ембріони перетворюються на личинок. В цей час вони залежні від поживних запасів жовткового мішка. Річкові потоки переносять личинок нижче по руслу в ділянки зі слабкою течією, такі як стариці або заводі, де мальки проводять свій перший рік, харчуючись личинками комах та ракоподібними. За перший рік осетрові досягають 18-20 сантиметрів в довжину та мігрують в основне русло річки.

## Ареал та оселища
Ареал осетрових — субтропічні, помірні та субарктичні води Північної Америки та Євразії. В Північній Америці їх ареал охоплює Атлантичне узбережжя, від Мексиканської затоки до Ньюфаундленду, а також Західне узбережжя — від Каліфорнії до Британської Колумбії. Осетрові зустрічаються на європейському атлантичному узбережжі, включаючи Середземноморський басейн (особливо Адріатичне море та річки Північної Італії); в річках, що впадають в Чорне, Азовське та Каспійське моря (Дунай, Дніпро, Волга, Дон та інші); в північних річках Росії, що впадають в Північний Льодовиковий океан (Об, Єнісей, Лена, Колима); в річках Центральної Азії (Амудар'я та Сирдар'я) та в озері Байкал. В Тихому океані осетрові зустрічаються в річці Амур на російсько-китайському кордоні, на острові Сахалін та в деяких річках північно-східного Китаю.

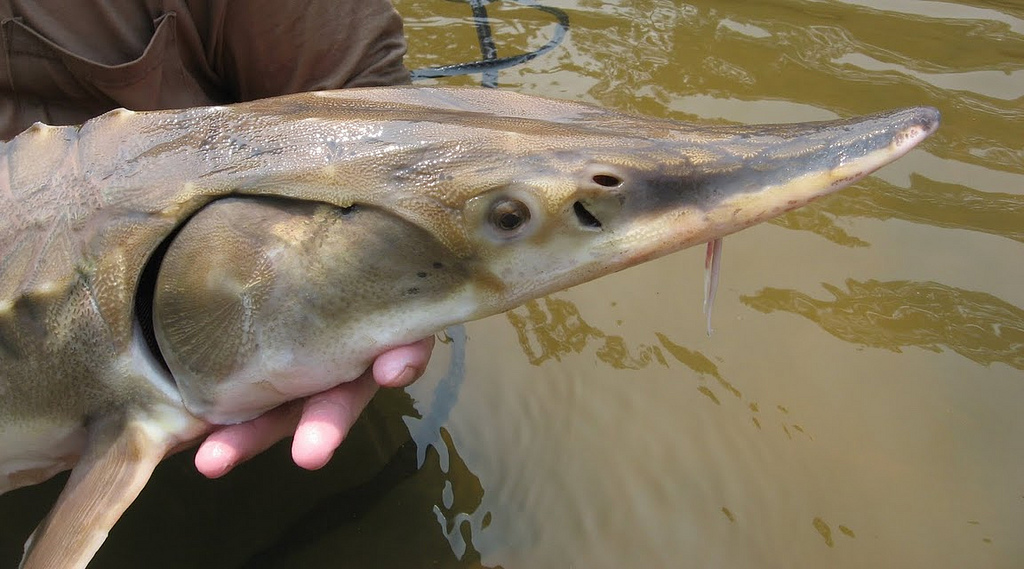
Осетер атлантичний

В межах усього ареалу майже усі види осетрових знаходяться під загрозою вимирання через сукупність різних факторів: надмірний вилов, знищення та забруднення оселищ.
Осетрові не зустрічаються південніше екватору, однак спроби аквакультурного розведення осетрових приймалися в Уругваї, Південній Африці та інших місцях.
Більшість видів осетрових є хоча б частково анадромними, нерестяться в прісній воді та харчуються в багатих на харчові ресурси солонуватих водах естуаріїв або ж здійснюють значні міграції вздовж ліній узбережжя. Тим не менш, деякі види осетрових є виключно прісноводними (стерлядь, осетер озерний) або ж вимушені вести прісноводний спосіб життя через антропогенне або природне зарегулювання водойм (як у випадку осетра сибірського в басейні річки Об).

## Поведінка
Осетрові живляться переважно на дні водойм. До їх раціону належать молюски, ракоподібні та невеликі риби. Як виключення, обидва види роду Huso (білуга та калуга), осетер білий та лопатоніс білий переважно харчуються дорослою рибою. Осетрові живляться, видовжуючи свої сифоноподібні роти, пристосовані до засмоктування їжі з бентосу. За відсутності зубів осетри не мають здатності захоплювати здобич, однак великі особини та хижі види здатні засмоктувати велику здобич, наприклад, цілих лососів. В процесі пошуку здобичі осетрові не використовують зір. Натомість вважається, що вони комбінують ольфакторні (нюхові), тактильні та хемосенсорні стимули, що вловлюються чотирма вусами, а також здатні сприймати електромагнітні сигнали за допомогою ампул Лоренцині.
Електрорецептори осетрових розташовані на голові та є чутливими до слабких електричних полів, що генеруються іншими тваринами або геоелектричними джерелами. Вважається, що осетрові використовують електрорецептори з різною метою: для харчування, міграції та статевих взаємовідносин.
Багато осетрових здатні високо вистрибувати з води, що зазвичай супроводжується гучним сплеском, який можна почути зі значної відстані. Причини, що спонукають осетрових до цього, невідомі, але пропонуються такі гіпотези: групова комунікація для підтримки цілісності групи, вловлювання здобичі в повітрі, статева поведінка або ж розповсюдження яєць під час нересту. Інші можливі пояснення включають намагання уникнути хижаків чи паразитів, або ж заковтування чи витискування повітря. Одне з можливих пояснень також звучить як «риба просто відчуває себе добре». Осетрові, що вистрибують з води, можуть випадково наносити пошкодження людям в човнах.

## Охоронний статус

Білуга

Довгий репродуктивний цикл, значні міграції та чутливість до стану довкілля призвели до того, що чимало видів осетрових знаходяться під загрозою зникнення через надмірний вилов, браконьєрство, забруднення води та створення дамб на річках. Відмічається також зменшення чисельності осетрових, пов'язане з підвищенням попиту на чорну ікру. Згідно з даними МСОП, більш ніж 85 % видів осетрових знаходяться під загрозою зникнення, що робить їх найвразливішою групою видів.
Осетрові охороняються на міжнародному (Червоний список МСОП, Бернська конвенція, Боннська конвенція, CITES) та національному (червоні списки окремих країн) рівнях. Необхідність збереження осетрових Європи віднайшла відображення у Всеєвропейському плані дій зі збереження осетрових, а також у Віденській декларації Всесвітнього товариства охорони осетрових риб (WSCS).
В 2013 році в рамках дослідження осетрових Дунаю, що знаходяться на межі зникнення, виявлено, що незаконний вилов та торгівля ікрою ставить під загрозу майбутнє існування популяцій осетрових Дунаю. Ютта Ярль, експерт зі збереження осетрових Всесвітнього Фонду Природи, зазначила, що «в Румунії та Болгарії залишилися останні життєздатні популяції осетрових в Європейському Союзі, але за умови продовження незаконного вилову ці риби приречені на зникнення».

## Використання
По всьому світу продукти з осетрових — чорна ікра та м'ясо — вважають делікатесними.
До 1800 року плавальні міхури осетрових (переважно білуги в Росії) використовувалися для вироблення риб'ячого клею, що мав значення для освітлення вина та пива, а також як попередника желатину і задля збереження пергаменту.
Юдейський закон Кашрут дозволяє споживання лише риби з лускою. Таким чином, вживання осетрових (які мають ганоїдну луску) заборонено, на відміну від видів з ктеноїдною або ж циклоїдною лускою. Теологічні дебати щодо кошерності осетрових відносяться до 19 сторіччя, хоча їх вживання в їжу вже було популярним на той час.

## Осетрові України
Основна стаття: Осетрові України

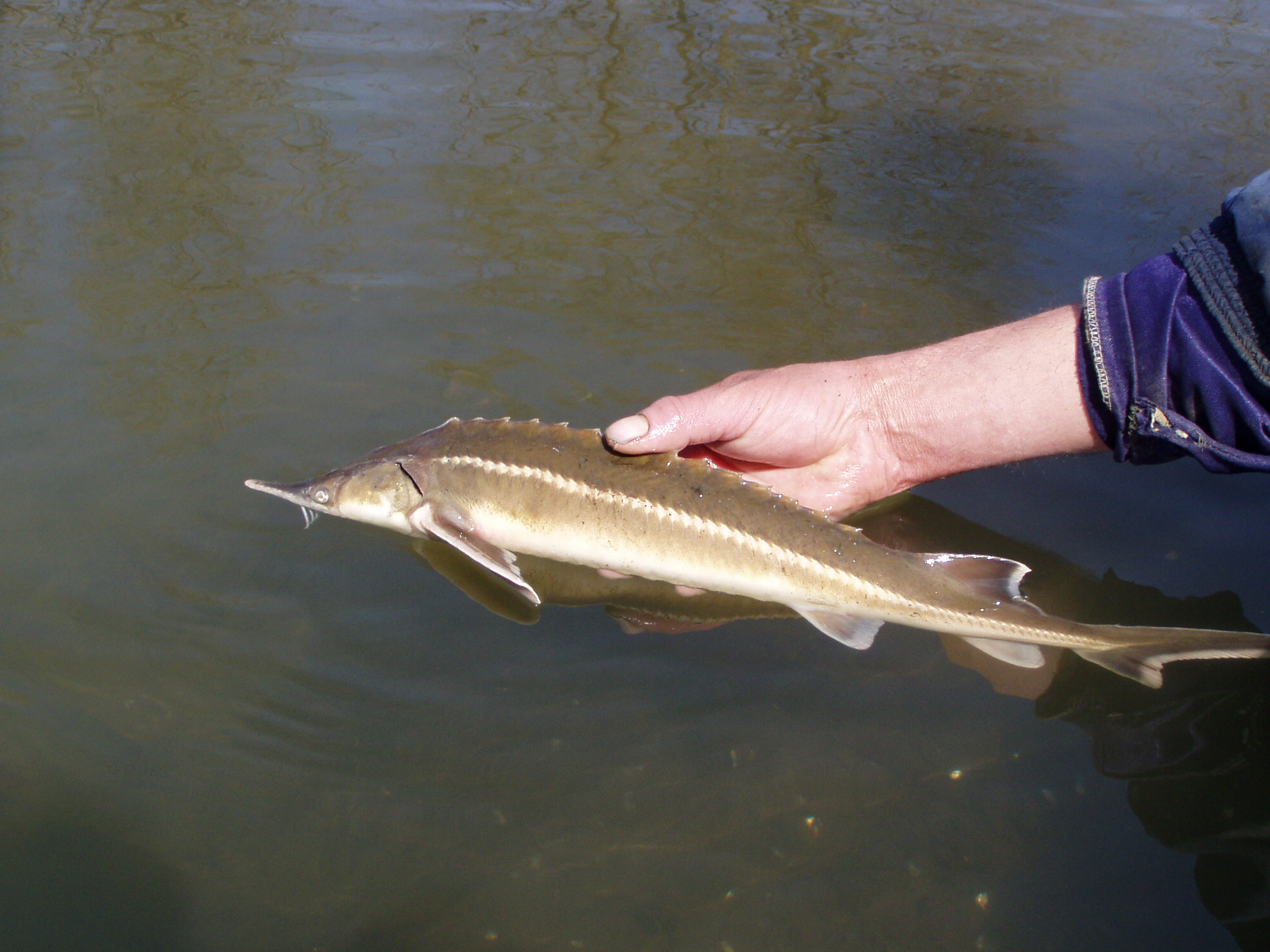
Стерлядь

З-поміж 27 видів осетрових в Україні зустрічаються 6. До них належать білуга звичайна, осетер європейський, осетер руський, осетер-шип, севрюга звичайна та стерлядь прісноводна. В Україні, окрім Дунаю, представники осетрових риб можуть зустрічатися в інших великих ріках. В Дністрі, верхів'ї Дніпра ще збереглися життєздатні популяції стерляді, а у північно-західному Причорномор'ї та Азовському морі досі можна зустріти залишки популяцій севрюги, білуги й російського осетра.
Згідно матеріалів Червоної Книги України, серед наведених видів осетер атлантичний та осетер-шип вважаються зниклими на території України. Решта видів має статус «вразливий» або «зникаючий». Окрім того, осетрові фауни України охороняються згідно численних міжнародних документів (Бернська конвенція, Боннська конвенція тощо).
Охорона осетрових України покладена на окремі державні органи, такі як Державна екологічна інспекція України та Державне агентство рибного господарство України, відділи природоохоронних установ, що мають охоронні функції. Охорона осетрових також входить до повноважень Державної прикордонної служби України (на ділянках річок, що примикають до державного кордону) та Національної поліції України. Також в Україні діють громадські ініціативи, направлені на збереження осетрових. Зокрема, таку роботу проводить WWF в Україні.

## Цікаві факти
- Осетрові є найбільшими прісноводними видами риб на Землі. Зокрема, відомі екземпляри білуги вагою більше 2000 кг та довжиною 5,5 м, що втричі більше, ніж найбільший лось чи ведмідь.
- Осетрові вважаються «королівською рибою». За законами Сполученого Королівства, усі осетрові, виловлені в межах країни, є персональною власністю монарха.
- Перші осетрові з'явилися більше 200 мільйонів років тому, приблизно тоді ж, коли і динозаври. І, на відміну від цих рептилій, дожили до сучасних часів у майже незміненому вигляді.
- Осетрові, що вистрибують з води, можуть випадково наносити шкоду людям в човнах. В 2015 році п'ятирічна дівчинка загинула внаслідок вистрибування осетра з річки Суоні в США[25].

## Класифікація
Загальні погляди на таксономію осетрових передбачають розділення родини осетрових на дві підродини: Acipenserinae, що включає роди Acipenser та Huso, та Scaphirhynchinae, з родами Scaphirhynchus та Pseudosaphirhynchus.
|                           | Підродина          | Рід                      | Видова назва                      | Зображення | Назва українською        | Максимальні | Максимальні | Максимальні | Статус МСОП           |
| Довжина                   | Підродина          | Рід                      | Видова назва                      | Зображення | Назва українською        | Вага        | Вік         |             | Статус МСОП           |
| ------------------------- | ------------------ | ------------------------ | --------------------------------- | ---------- | ------------------------ | ----------- | ----------- | ----------- | --------------------- |
| A c i p e n s e r i d a e | Acipenserinae      | Acipenser                | Acipenser baerii                  |            | Осетер сибірський        | 200 см      | 210 кг      | 60 років    | Зникаючий             |
| A c i p e n s e r i d a e | Acipenserinae      | Acipenser                | Acipenser brevirostrum            |            | Осетер тупорилий         | 143 см      | 23 кг       | 67 років    | Зникаючий             |
| A c i p e n s e r i d a e | Acipenserinae      | Acipenser                | Acipenser dabryanus               |            | Осетер Янцзи             | 250 см      |             |             | У критичній небезпеці |
| A c i p e n s e r i d a e | Acipenserinae      | Acipenser                | Acipenser fulvescens              |            | Осетер озерний           | 274 см      | 125 кг      | 152 роки    | Найменша осторога     |
| A c i p e n s e r i d a e | Acipenserinae      | Acipenser                | Acipenser gueldenstaedtii         |            | Осетер російський        | 236 см      | 115 кг      | 46 років    | У критичній небезпеці |
| A c i p e n s e r i d a e | Acipenserinae      | Acipenser                | Acipenser medirostris             |            | Осетер зелений           | 250 см      | 159 кг      | 60 років    | Майже під загрозою    |
| A c i p e n s e r i d a e | Acipenserinae      | Acipenser                | Acipenser mikadoi                 |            | Осетер сахалінський      | 150 см      |             |             | У критичній небезпеці |
| A c i p e n s e r i d a e | Acipenserinae      | Acipenser                | Acipenser naccarii                |            | Осетер адріатичний       | 200 см      | 25 кг       |             | У критичній небезпеці |
| A c i p e n s e r i d a e | Acipenserinae      | Acipenser                | Acipenser nudiventris             |            | Осетер шип               | 200 см      | 80 кг       |             | У критичній небезпеці |
| A c i p e n s e r i d a e | Acipenserinae      | Acipenser                | Acipenser oxyrinchus              |            | Осетер атлантичний       | 403 см      |             | 60 років    | Майже під загрозою    |
| A c i p e n s e r i d a e | Acipenserinae      | Acipenser                | Acipenser persicus                |            | Осетер перський          | 242 см      | 70 кг       |             | У критичній небезпеці |
| A c i p e n s e r i d a e | Acipenserinae      | Acipenser                | Acipenser ruthenus                |            | Стерлядь прісноводна     | 125 см      | 16 кг       | 20 років    | Уразливий             |
| A c i p e n s e r i d a e | Acipenserinae      | Acipenser                | Acipenser schrenckii              |            | Осетер амурський         | 300 см      | 190 кг      | 65 років    | У критичній небезпеці |
| A c i p e n s e r i d a e | Acipenserinae      | Acipenser                | Acipenser sinensis                |            | Осетер китайський        | 400 см      | 600 кг      | 13 років    | У критичній небезпеці |
| A c i p e n s e r i d a e | Acipenserinae      | Acipenser                | Acipenser stellatus               |            | Севрюга звичайна         | 220 см      | 80 кг       | 27 років    | У критичній небезпеці |
| A c i p e n s e r i d a e | Acipenserinae      | Acipenser                | Acipenser sturio                  |            | Осетер європейський      | 600 см      | 400 кг      | 100 років   | У критичній небезпеці |
| A c i p e n s e r i d a e | Acipenserinae      | Acipenser                | Acipenser transmontanus           |            | Осетер білий             | 610 см      | 816 кг      | 104 роки    | Найменша осторога     |
| A c i p e n s e r i d a e | Acipenserinae      | Huso                     | Huso dauricus                     |            | Калуга                   | 560 см      | 1000 кг     | 80 років    | У критичній небезпеці |
| A c i p e n s e r i d a e | Acipenserinae      | Huso                     | Huso huso                         |            | Білуга звичайна          | 800 см      | 1571 кг     | 118 років   | У критичній небезпеці |
| A c i p e n s e r i d a e | Scaphi- rhynchinae | Scaphi- rhynchus         | Scaphirhynchus albus              |            | Лопатоніс білий          | 200 см      | 130 кг      | 41 рік      | Зникаючий             |
| A c i p e n s e r i d a e | Scaphi- rhynchinae | Scaphi- rhynchus         | Scaphirhynchus platorynchus       |            | Лопатоніс звичайний      | 100 см      | 7 кг        | 43 роки     | Уразливий             |
| A c i p e n s e r i d a e | Scaphi- rhynchinae | Scaphi- rhynchus         | Scaphirhynchus suttkusi           |            | Лопатоніс Сутткузі       |             |             |             | У критичній небезпеці |
| A c i p e n s e r i d a e | Scaphi- rhynchinae | Pseudo- scaphi- rhynchus | Pseudoscaphirhynchus fedtschenkoi |            | Псевдолопатоніс Федченко | 65 см       |             |             | У критичній небезпеці |
| A c i p e n s e r i d a e | Scaphi- rhynchinae | Pseudo- scaphi- rhynchus | Pseudoscaphirhynchus hermanni     |            | Псевдолопатоніс малий    | 28 см       | 0.5 кг      | 6 років     | У критичній небезпеці |
| A c i p e n s e r i d a e | Scaphi- rhynchinae | Pseudo- scaphi- rhynchus | Pseudoscaphirhynchus kaufmanni    |            | Псевдолопатоніс великий  | 75 см       | 2 кг        |             | У критичній небезпеці |